# Giovanni Gozzi

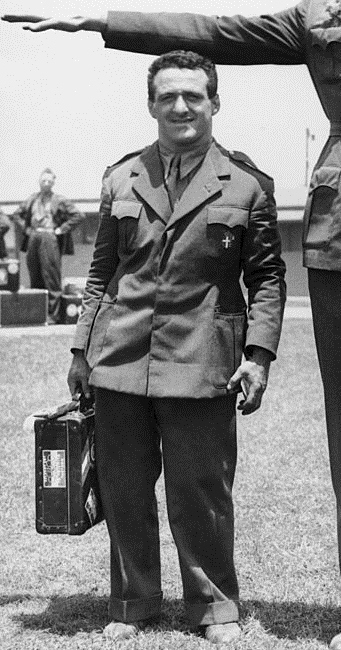
Giovanni Gozzi 1932

Giovanni Gozzi (* 19. Oktober 1902 in Mailand; † 11. August 1976 in Arma di Taggia) war ein italienischer Ringer und Olympiasieger.

## Werdegang
Giovanni Gozzi begann in Mailand in früher Jugend mit dem Ringen. Er entwickelte sich schnell zu einem Klasseringer und vertrat Italien bereits bei den Olympischen Spielen 1924 in Paris im Bantamgewicht im griechisch-römischen Stil, dem Stil, den er ausschließlich rang. Im olympischen Turnier starteten im Bantamgewicht 25 Ringer. Giovanni gewann nur einen Kampf und verlor dann gegen die erfahrenen Finnen Anselm Ahlfors und Väinö Ikonen, die in der Endabrechnung die Silber- und Bronzemedaille gewannen und kam auf den 14. Platz.
Bereits ein Jahr später sah man bei der Europameisterschaft in Mailand einen anderen Giovanni, der großartig kämpfte und Vizeeuropameister wurde. Noch besser schnitt er bei der Europameisterschaft 1927 in Budapest ab. Dort wurde er mit fünf klaren Siegen Europameister im Bantamgewicht. Unter den von ihm besiegten war auch der Olympiasieger von 1924 Eduard Pütsep aus Estland.
Hoffnungsvoll fuhr Giovanni 1928 zu den Olympischen Spielen nach Amsterdam. Dort gelangen ihm wieder fünf Siege, aber nach einer Niederlage gegen Jindřich Maudr aus der Tschechoslowakei musste er ausscheiden, ohne noch die Möglichkeit zu haben gegen Kurt Leucht aus Deutschland um den Olympiasieg kämpfen zu können. Er gewann aber immerhin die Bronzemedaille.
Bei der Europameisterschaft 1929 in Dortmund gelangen Giovanni zunächst zwei Siege, aber nach einer Niederlage in der 3. Runde gegen Ödön Zombori aus Ungarn musste er ausscheiden und belegte den 4. Platz.
Seinen nächsten Start bei einer internationalen Meisterschaft absolvierte Giovanni erst wieder bei den Olympischen Spielen 1932 in Los Angeles. Er startete im Federgewicht und wurde Olympiasieger. Dabei stand ihm allerdings das Glück und ein unausgegorenes Reglement erheblich zur Seite, denn er brauchte wegen zweier Freilose in der 2. und 5. Runde nur drei Kämpfe zu bestreiten, von denen er auch noch einen gegen Wolfgang Ehrl aus Deutschland nach Punkten verlor. Wolfgang Ehrl dagegen musste fünf Kämpfe bestreiten, die er alle nach Punkten gewann, aber bei jedem Punktsieg mit einem Fehlpunkt belastet wurde. Somit hatte Ehrl nach fünf Runden 5 Fehlpunkte. Gozzi hatte mit zwei Schultersiegen, zwei Freilosen und einer Niederlage gegen Ehrl nur drei Fehlpunkte und war somit plötzlich nach der 5. Runde Olympiasieger, weil Ehrl mit fünf Fehlpunkten ausgeschieden war. Wieso allerdings Gozzi zwei Freilose bekam, konnte keiner der Ringerfunktionäre erklären.
1934 gelang Giovanni Gozzi zum Abschluss seiner Karriere bei der Europameisterschaft in Rom im Federgewicht noch einmal der Gewinn einer Bronzemedaille. Dabei gelang ihm mit einem Punktsieg über Wolfgang Ehrl auch die Revanche für die Niederlage in Los Angeles. Danach beendete Giovanni Gozzi seine aktive Ringerlaufbahn. Er verstarb hochgeehrt und hochgeachtet 1976 in Mailand.
Die Kämpfe, die er bei internationalen Meisterschaften bestritt, sind in dem folgenden Abschnitt nachzulesen.

## Internationale Erfolge
(OS = Olympische Spiele, EM = Europameisterschaft, alle Wettbewerbe im griechisch-römischen Stil, Bantamgewicht, damals bis 56/58 kg, Federgewicht bis 61/62 kg Körpergewicht)
| Jahr | Platz  | Wettbewerb        | Gewichtsklasse | |
| 1924 | 14.    | OS in Paris       | Bantam         | mit einem Sieg über Anton Koolman, Estland und Niederlagen gegen Väinö Ikonen, Finnland und Anselm Ahlfors, Finnland                                                                     |
| 1925 | 2.     | EM in Mailand     | Bantam         | mit Siegen gegen Carlo Ponti, Italien und Paul Reiber, Deutschland und einer Niederlage gegen Armand Magyar, Ungarn                                                                      |
| 1927 | 1.     | EM in Budapest    | Bantam         | mit Siegen über Fridjes Hoffmann, Jugoslawien, Moczko, Polen, Armand Magyar, Eduard Pütsep, Estland und Svend Martinsen, Norwegen                                                        |
| 1928 | Bronze | OS in Amsterdam   | Bantam         | mit Siegen über A. Aria, Frankreich, Oskar Lindelöw, Schweden, Piet Mollin, Belgien, Ödön Zombori, Ungarn und Anselm Ahlfors und einer Niederlage gegen Jindřich Maudr, Tschechoslowakei |
| 1929 | 4.     | EM in Dortmund    | Bantam         | mit Siegen über Paul Reiber und Oskar Lindelöw und einer Niederlage gegen Ödön Zombori                                                                                                   |
| 1932 | Gold   | OS in Los Angeles | Feder          | mit Siegen über Kiyoshi Kase, Japan und Ödön Zombori und trotz einer Niederlage gegen Wolfgang Ehrl, Deutschland                                                                         |
| 1934 | 3.     | EM in Rom         | Feder          | mit Siegen über Göte Persson, Schweden, Schärer, Schweiz und Wolfgang Ehrl, Deutschland und einer Niederlage gegen Kustaa Pihlajamäki, Finnland                                          |

## Italienische Meisterschaften
Giovanni Gozzi war insgesamt achtmal italienischer Meister im Bantam- bzw. Federgewicht, jeweils im griechisch-römischen Stil.